# Strijkkwartet nr. 4 (Scelsi)
Giacinto Scelsi componeerde zijn Strijkkwartet nr. 4 in 1964.

## Geschiedenis
Scelsi bevond zich toen in zijn periode dat hij niets moest hebben van de normale muziekregels. Dus geen indeling in delen; geen contrapunt, geen thema's die ontwikkeld moesten worden etc. Het enige dat van belang was, waren de toonhoogte, toonlengte en de klank ("diepte").

## Compositie
Het 4e strijkkwartet is daar een voorbeeld van; een eendelig werk (van ongeveer 14 minuten), dat geen tempoaanduiding lijkt te hebben, niet in een bepaalde toonsoort is geschreven; geen maatindeling lijkt te hebben. Het enige klassieke wat overblijft is de term strijkkwartet: twee violen, een altviool en een cello.

De compositie klinkt alsof er tonen op elkaar zijn gestapeld, die steeds een onderling verschil vertonen; lagen van akkoorden (dissonant of niet) volgen elkaar op. Doordat de akkoorden steeds op zeer langzame wijze veranderen, lijkt het tempo op largo of hooguit andante, maar dat is alleen een gevoel. Vast ritme en telling is er immers niet. Soms lijken de lagen van klanken wanhoop uit te beelden, maar gaan net zo snel weer over in voor "Westerse oren" aangename klanken.

## Genre
Een album dat soortgelijke muziek laat horen, maar dan op een onvergelijkbare wijze is de muziek op het album Zeit van Tangerine Dream; bij Scelsi is het een strijkkwartet; bij Tangerine Dream een trio aan elektronische toetsinstrumenten.

## Bron en discografie
- Kairos; het strijkkwartet gevormd uit Klangforum Wien.